# 龙科别莱塞
龙科别莱塞（義大利語：Ronco Biellese），是意大利比耶拉省的一个市镇。总面积3平方公里，人口1518人，人口密度506.0人/平方公里（2009年）。ISTAT代码为096053。